# 藤本幸久
藤本 幸久（ふじもとゆきひさ、1954年 - ）は、三重県生まれの映画監督。北海道在住。

## 来歴
三重県四日市市に生まれる。早稲田大学政治経済学部在学中より土本典昭監督の下で映画制作に携わる。大学卒業後、土本作品の助監督等を経て1992年に自身の初監督作品「教えられなかった戦争・侵略・マレー半島」を公開。
以後、生活拠点を北海道上川郡新得町に移し、森の映画社を設立。夕張の炭鉱閉山をテーマとした作品「闇を掘る」で映画賞などを受賞。また、1996年から新得町で自身が主宰する「Shintoku空想の森映画祭」を10年以上にわたって開催するなどしている。
近年は北海道矢臼別や沖縄県辺野古、韓国梅香里の駐留米軍問題をテーマとした「マリーンズ・ゴーホーム」（2005年）、およびアメリカ海兵隊を取材した「アメリカばんざい」（2008年）などの作品を発表している。

## 主な監督作品
- 「教えられなかった戦争・侵略・マレー半島」（1992年）
- 「森と水の夢～大雪・トムラウシ～」（1995年）

ムンバイ国際映画祭招待作品、カトマンズ国際映画祭招待作品
- 「闇を掘る」（2001年、森の映画社）

2002年レティナ国際映画祭準グランプリ、第75回キネマ旬報文化映画ベスト・テン第6位
- 「Marines Go Home 辺野古・梅香里・矢臼別」（2005年、森の映画社、北海道AALA）
- 「アメリカばんざい Crazy as usual」（2008年、森の映画社）